# Nayak di Chitradurga

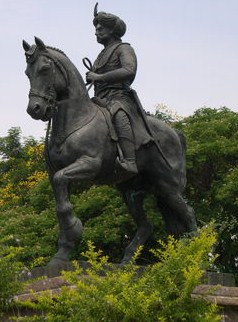
Madaka Rinayaka, del clan dei Nayak di Chitradurga

I Nayak di Chitradurga (kannada: ಚಿತ್ರದುರ್ಗದ ನಾಯಕರು) (1300 - 1779) furono un clan di governatori militari (nayak) che amministrarono parti delle regioni orientali dell'odierno Stato federato indiano del Karnataka. Durante i secoli in cui l'India meridionale era sotto il dominio dell'Impero Hoysala prima e dell'Impero di Vijayanagara poi, i Nayak servirono come feudatari. Successivamente, dopo la caduta di Vijayanagara, stabilirono un proprio regno indipendente, per poi divenire nuovamene feudatari in varie epoche del Regno di Mysore, Impero Maratha e Impero Moghul. Infine, si fusero nella provincia di Mysore sotto il dominio britannico.